# Opisthorchiata
Sous-ordre
Super-famille
Les Opisthorchiata forment un sous-ordre de trématodes de l'ordre des Plagiorchiida, et comportent plus de 800 espèces.

## Taxinomie
Selon World Register of Marine Species (21 juin 2017)et la classification de Hallan, ce sous-ordre comprend les familles suivantes[réf. nécessaire] :
- super-famille Opisthorchioidea Braun, 1901
  - Cryptogonimidae Ward, 1917
  - Heterophyidae Leiper, 1909
  - Opisthorchiidae Looss, 1899

ITIS (5 août 2010) distingue les familles suivantes :
- Acanthostomatidae (sinon incluse dans les Cryptogonimidae)
- Cryptogonimidae
- Heterophyidae
- Nasitrematidae Ozaki, 1935 (sinon incluse dans les Brachycladiidae, du sous-ordre des Xiphidiata)
- Opisthorchiidae
- Pachytrematidae (sinon incluse dans les Opisthorchiidae)